# M31-es autópálya (Magyarország)

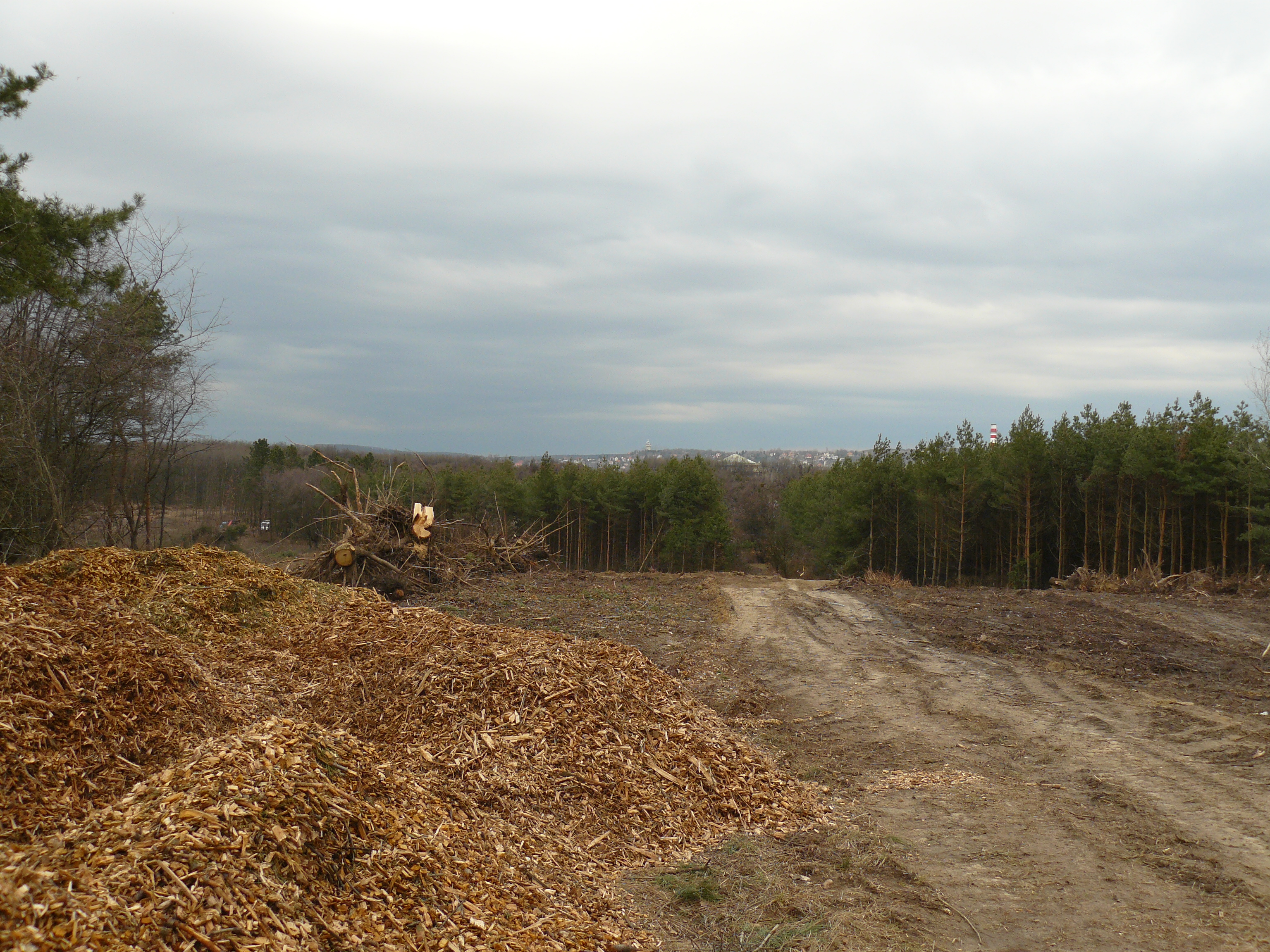
Az M31-es építési területének előkészítése Gödöllő közelében (2009. március)

Az M31-es autópálya a Budapest elkerülését segítő M0 körgyűrű kiegészítő szakasza a Gödöllői-dombságban. Valódi autópályának minősül, bizonyos szakaszokon a sebességet azonban 110 km/h-ra korlátozzák. Az utat 2010. július 26-án adták át, a teljes szakasz valamennyi díjkategória számára 2024-től fizetős.

## Története
Az M31-es építését 1997-ben kormányrendelet határozta el. Ennek értelmében 2004-ig kellett volna az útnak elkészülnie. Az utat a tranzitútvonalak lerövidítése, a XVI. kerület, Kistarcsa, Kerepes, Gödöllő és a környező települések tehermentesítése indokolta. Az út vonalvezetésére vonatkozóan több terv volt. A végleges nyomvonal („Dvégl”) 2003 októberében kapott engedélyt a környezetvédelmi hatóságtól. A 2005-ben elkészült engedélyezési tervek alapján az útépítési engedély 2006 májusában került kiadásra. Ekkor 2008-as átadást terveztek, ám az építkezés megkezdése folyamatosan csúszott. 2006. szeptember 21-én a Fővárosi Bíróság hatályon kívül helyezte a Környezetvédelmi Főfelügyelőség M0-s körgyűrű 31-es számú főút és M3-as autópálya közötti szakaszára vonatkozó környezetvédelmi engedélyezési határozatát, s új eljárásra kötelezte a hatóságot. Az indoklás szerint jogszabálysértő, hogy az I. fokú környezetvédelmi határozatban az érintett nyomvonalon még 4 csomópont megépítése szerepelt, míg az építési engedélyben már csak 3. Az útépítő cégeknek 2006 októberében le kellett vonulniuk az építési területről. Építése rövidesen folytatódott. Sajtóhírek szerint 2008. augusztus 25-ig szerződést kellett volna kötni az építő céggel, ám erre az időpontra még a közbeszerzés eredményhirdetése sem történt meg. Az útnak 2010. május 31-re kellett volna elkészülnie. Ezt a határidőt nemigen lehetett túllépni, mert 2010. december 31-ig el kell számolni azzal a 284 millió eurós (akkori áron nagyjából 70 milliárd forintos) Európai Uniós támogatással, amelyet Magyarország 2005-ben kapott az M0-s keleti szektorának és az M31-esnek a kivitelezésére. A sztráda teljes szakaszát végül 2010. július 26-án adták át a forgalomnak.

## Szakaszai
Az M0 és az M3 autópályákat köti össze Nagytarcsa – Gödöllő között. Az útvonala teljes hosszában egybeesik az E71-es európai úttal, amely Kassa és Split között halad.

## Fenntartása
Az Állami Autópálya Kezelő Zrt. feladata az üzemeltetése és fenntartása. Ezt a tevékenységet az autópálya-mérnökség biztosítja.

## Forgalmi adatok
Átlagos kihasználtsága a 2017-es forgalomszámlálási adatok szerint 50% körüli.

## Díjfizetés
Az M31-es autópálya használata a D1-es kategória számára ingyenes 2023. december 31-ig. Utána, 2024. január 1-től díjat kell fizetni a használatáért.

## Külső hivatkozások
- Nemzeti Infrastruktúra Fejlesztő Zrt.
- Az M0 honlapja